# Hiệp hội bóng đá Nhật Bản
Hiệp hội bóng đá Nhật Bản (Nhật: 日本サッカー協会 (Nhật Bản Soccer Hiệp hội) Hepburn: Nihon Sakkā Kyōkai, tiếng Anh: Japan Football Association - JFA) là tổ chức quản lý, điều hành các hoạt động bóng đá ở Nhật Bản. JFA quản lý đội tuyển bóng đá quốc gia nam và nữ, tổ chức các giải bóng đá như giải vô địch bóng đá Nhật Bản dành cho nam (J-League) và nữ, cúp Thiên Hoàng... JFA là thành viên của FIFA, Liên đoàn bóng đá châu Á (AFC) và Liên đoàn bóng đá Đông Á (EAFF).
Chủ tịch của Hiệp hội bóng đá Nhật Bản hiện nay là ông Tashima Kozo.